# Ai no Album 8
Albums de Berryz Kōbō
7 Berryz Times
(2011) Berryz Mansion 9 Kai
(2013)
Singles
1. Ai no Dangan
Sortie : 8 juin 2011
2. Aa, Yo ga Akeru
Sortie : 10 août 2011
3. Amazuppai Haru ni Sakura Saku
Sortie : 9 septembre 2011

Ai no Album 8 (愛のアルバム⑧) est le 8e album du groupe de J-pop Berryz Kōbō.

## Présentation
L'album, écrit, composé et produit par Tsunku, sort le 22 février 2012 au Japon sur le label Piccolo Town. Il atteint la 25e place du classement des ventes hebdomadaire de l'Oricon. C'est alors l'album le moins vendu du groupe. Il sort aussi en édition limitée au format CD+DVD, avec une pochette différente et un DVD en supplément contenant une interprétation lors d'un concert de la tournée Hello! Project 2012 Winter de la chanson-titre du prochain single du groupe qui sortira un mois plus tard : Be Genki -Naseba Naru!-.
L'album contient dix titres, dont trois sortis précédemment en singles en 2011 : Ai no Dangan, Aa, Yo ga Akeru, et Amazuppai Haru ni Sakura Saku en collaboration avec Cute. Il contient aussi une version ré-interprétée par Berryz Kōbō seul d'un autre titre en collaboration avec Cute qui figurait sur la compilation Petit Best 12 sortie deux mois auparavant : Seishun Gekijō (Cute a interprété sa propre version du titre sur son septième album). Deux autres titres de l'album de Berryz Kōbō ne sont interprétés que par quelques membres du groupe.
Tsunku révèlera deux mois plus tard que la chanson Because Happiness a été en fait écrite pour former un mashup musical avec la chanson Shiawase no Tochū de l'album Dai Nana Shō Utsukushikutte Gomen ne de Cute sorti deux semaines avant celui de Berryz Kobo : écoutés simultanément, ces deux titres forment une nouvelle chanson, qui sortira en single en juin suivant sous le titre Chō Happy Song avec Because Happiness en "face B".

## Formation
Membres créditées sur l'album :
- Saki Shimizu
- Momoko Tsugunaga
- Chinami Tokunaga
- Miyabi Natsuyaki
- Māsa Sudō
- Yurina Kumai
- Risako Sugaya

## Liste des titres
CD
1. Mythology ~Ai no Album~  (Mythology～愛のアルバム～?)
2. Yo no Naka Barairo  (世の中薔薇色?)
3. Shy Boy  (Shy boy?)
4. Because happiness  (Because happiness?)
5. Renai Moyō  (恋愛模様?) (par Chinami Tokunaga, Māsa Sudō, Yurina Kumai, Risako Sugaya)
6. Ai no Dangan  (愛の弾丸?) (26e single)
7. Amazuppai Haru ni Sakura Saku  (甘酸っぱい春にサクラサク?) (single par Berryz Kobo x °C-ute)
8. Atarashii Hibi  (新しい日々?) (par Saki Shimizu, Momoko Tsugunaga, Miyabi Natsuyaki)
9. Aa, Yo ga Akeru  (ああ、夜が明ける?) (27e single)
10. Seishun Gekijō (Berryz Kōbō Ver.)  (青春劇場) (Berryz工房Ver.?)

DVD de l'édition limitée
1. Be Genki <Naseba Naru!> (Live Ver.)  (Be 元気＜成せば成るっ!＞) (ライブVer.?)
2. Be Genki <Naseba Naru!> (Shimizu Saki Solo Live Ver.)  (Be 元気＜成せば成るっ!＞) (清水佐紀 Solo Live Ver.?)
3. Be Genki <Naseba Naru!> (Tsugunaga Momoko Solo Live Ver.)  (Be 元気＜成せば成るっ!＞) (嗣永桃子 Solo Live Ver.?)
4. Be Genki <Naseba Naru!> (Tokunaga Chinami Solo Live Ver.)  (Be 元気＜成せば成るっ!＞) (徳永千奈美 Solo Live Ver.?)
5. Be Genki <Naseba Naru!> (Sudō Māsa Solo Live Ver.)  (Be 元気＜成せば成るっ!＞) (須藤茉麻 Solo Live Ver.?)
6. Be Genki <Naseba Naru!> (Natsuyaki Miyabi Solo Live Ver.)  (Be 元気＜成せば成るっ!＞) (夏焼雅 Solo Live Ver.?)
7. Be Genki <Naseba Naru!> (Kumai Yurina Solo Live Ver.)  (Be 元気＜成せば成るっ!＞) (熊井友理奈 Solo Live Ver.?)
8. Be Genki <Naseba Naru!> (Sugaya Risako Solo Live Ver.)  (Be 元気＜成せば成るっ!＞) (菅谷梨沙子 Solo Live Ver.?)
9. Album Jacket Satsuei Making (...)  (アルバムジャケット撮影メイキング映像付?) (piste bonus)